# Kromfohrländer
Kromfohrländer – rasa psa. Należy do grupy psów ozdobnych i do towarzystwa oraz sekcji przeznaczonej specjalnie dla niego. Nie podlega próbom pracy.

## Historia
Rasa zaczęła powstawać w 1945, poprzez przypadkowe skrzyżowanie się foksterierki z gryfonem bretońskim, Struppim, przywiezionym przez alianckich żołnierzy do Niemiec. Zachwycona urodą szczeniaków Ilsa Schleifenbaum rozpoczęła ich hodowlę. Kromfohrländery zostały uznane za rasę w 1955 roku.

## Wygląd

### Szata i umaszczenie
Istnieje wiele odmian o różnych strukturach włosa – kromfohrländery mogą być zarówno długo, jak i szorstko oraz krótkowłose. Umaszczenie białe z brązowymi łatami

## Charakter
Są to zwierzęta przyjazne w stosunku do człowieka, najczęściej hodowane w domowych warunkach, dzięki czemu są nieskomplikowanymi i oddanymi towarzyszami. Zachowują energię do późnego wieku, potrafią dostosować się do warunków zarówno miejskich, jak i wiejskich. Nieszczególnie przepadają za dziećmi, lecz ich towarzystwo im nie przeszkadza.